# Lil Hardin Armstrong
Lil Hardin Armstrong, (Memphis, 1898. február 3. – Chicago, 1971. augusztus 27.) amerikai énekesnő, zongorista, dalszerző, zenekarvezető. „First lady of jazz”.
"Lil" leginkább Louis Armstronggal kötött házasságáról ismert, aki óriási hatással volt korai karrierjére. Ő indította el, irányította és előmozdította szólókarrierjét. De Lil saját jogon is tehetséges zenész volt. Életrajzírója, James L. Dickerson szerint zeneszerzőként és „színfalak mögötti emberként” az egyik legfontosabb ember volt a korai dzsessz fejlődésében. Lil Louis Armstrong második felesége volt.

## Pályafutása
Lil eleinte félárva gyerekként orgonált a templomban. A Nashville-i A Nashville-i Tennessee State University-n tanult zenét, amely az afro-amerikai zenei hagyomány népszerűsítéséről volt ismert. Ezután zongorákat és kottákat árult be egy zeneboltban. Az 1910-es évek végén a család tiltalozása ellenére is érvényesítette akaratát, és dzesszzenészként kezdett dolgozni. 1918-tól Lawrence Duhéval játszott.  Freddie Keppard is ott lépett fel, akit állítólag az akkori New Orleans tolmácsként ismert.
1916-tól King Oliverrel lépett fel. A King Oliver's Creole Jazz Bandben ismerkedett meg Louis Armstronggal, akihez 1924-ben ment férjhez. 1925-ben Chicagóban játszott a Dreamland Cafe megnyitóján a Zhe Dreamland Syncopators-szal, akikhez 1925. novemberében csatlakozott Armstrong sztárszólistaként. Lil Hardin dalokat írt a Hot Fives & Sevens együttesnek, és 1925 és 1927 között zongorázott ezzel a legendás zenekarral – amely „Lill’s Hot Shots” néven is rögzített lemezeket. Lil Hardin egyik ismertebb száma a „Struttin’ with Some Barbecue” (1928) volt. Armsrong ezzel a lemezzel vált ismertté, miközben Lilt  szinte észre sem vették. „A létra lábánál álltam, fogtam, és néztem, ahogy felmászik rá” – foglalta össze a saját szerepét később. Armstrongék házassága nem is volt sokáig boldog, és 1938-ban – hat év különélés után – válással végződött.
A következő években a számos lemezfelvétele és rádiós szereplése ellenére nem mindig tudott építeni korai sikereire. Az 1930-as évek elején zenekarát „Mrs. Louis Armstrongot” kisbetűs „mrs.” felirattal terjesztette, ami oda vezetett, hogy Jonah Jones trombitás összetévesztette „Satchmo”-val.
Lil Hardin ismét játszott Freddie Kepparddal és Johnny Dodds-szal is. Időnként más bandák hangszerelőjeként is dolgozott, vagy kiegészítette őket a stúdiókban és turnékon. Később gyakran lépett fel Chicagóban szólózongoristaként és énekesként. De más szakmában is dolgozott: franciául tanított és ruhákat tervezett.
A „Struttin’ with Some Barbecue” és a „Some Barbecue” mellett Hardin olyan dalokat írt még, mint például a „Don't Jive Me, Two Deuces, Knee Drops, Doin' the Suzie-Q, Just for a Thrill” – ami Ray Charles 1959-es nagy slágere lett. A „Joint and Bad Boy” 1978-ban Ringo Starr sikere lett.
Nem Lil volt az egyike az első jelentős női zongoristák, zeneszerzők és zenekarvezetők között a dzsessz korai időszakában, viszont volt a mozgatórugója a fiatal Louis Armstrong karrierjének.
Emlékiratait „Satchmo és én” címmel adta ki. Néhány héttel Louis Armstrong után halt meg – éppen, amikor 1971-ben emlékkoncertet adott Satchmo-nak Chicagóban.

## Albumok
- Diszkográfia

## Díjak
- https://memphismusichalloffame.com/inductee/lilhardinarmstrong/

## Fordítás
Ez a szócikk részben vagy egészben  a   Lil Hardin Armstrong című német Wikipédia-szócikk ezen változatának fordításán alapul.  Az eredeti cikk szerkesztőit annak laptörténete sorolja fel. Ez a jelzés csupán a megfogalmazás eredetét és a szerzői jogokat jelzi, nem szolgál a cikkben szereplő információk forrásmegjelöléseként.